# U–531
Az U–531 tengeralattjárót a német haditengerészet rendelte a hamburgi Deutsche Werft AG-től 1940. augusztus 15-én. A hajót 1942. október 28-án állították szolgálatba. Egy harci küldetése volt, hajót nem süllyesztett el.

## Pályafutása
Az U–531 Herbert Neckel kapitány irányításával 1943. április 13-án futott ki Kielből első és egyetlen járőrútjára. 1943. április 22-én Izlandtól délre először egy brit Catalina repülő, majd egy B–17 Flying Fortress támadta meg; a hajó kisebb sérüléseket szerzett. Folytatta az útját Észak-Amerika felé, május 6-án azonban, északkeletre Új-Fundlandtól egy brit romboló, az HMS Vidette felfedezte, és mélységi bombákkal elpusztította. A fedélzeten tartózkodó 54 tengerész meghalt.

## Kapitány
| Név            | Kezdőnap          | Zárónap        |
| -------------- | ----------------- | -------------- |
| Herbert Neckel | 1942. október 28. | 1943. május 6. |

## Őrjárat
| Indulás | Indulónap         | Érkezés | Zárónap        |
| ------- | ----------------- | ------- | -------------- |
| Kiel    | 1943. április 13. | *       | 1943. május 6. |

* A tengeralattjáró nem érte el úti célját, elsüllyesztették